# Championnats du monde de cyclisme sur route 1967
Navigation
Nürburgring 1966 Imola 1968
Les championnats du monde de cyclisme sur route 1967 ont eu lieu le 3 septembre 1967 à Heerlen aux Pays-Bas.  

## Résultats

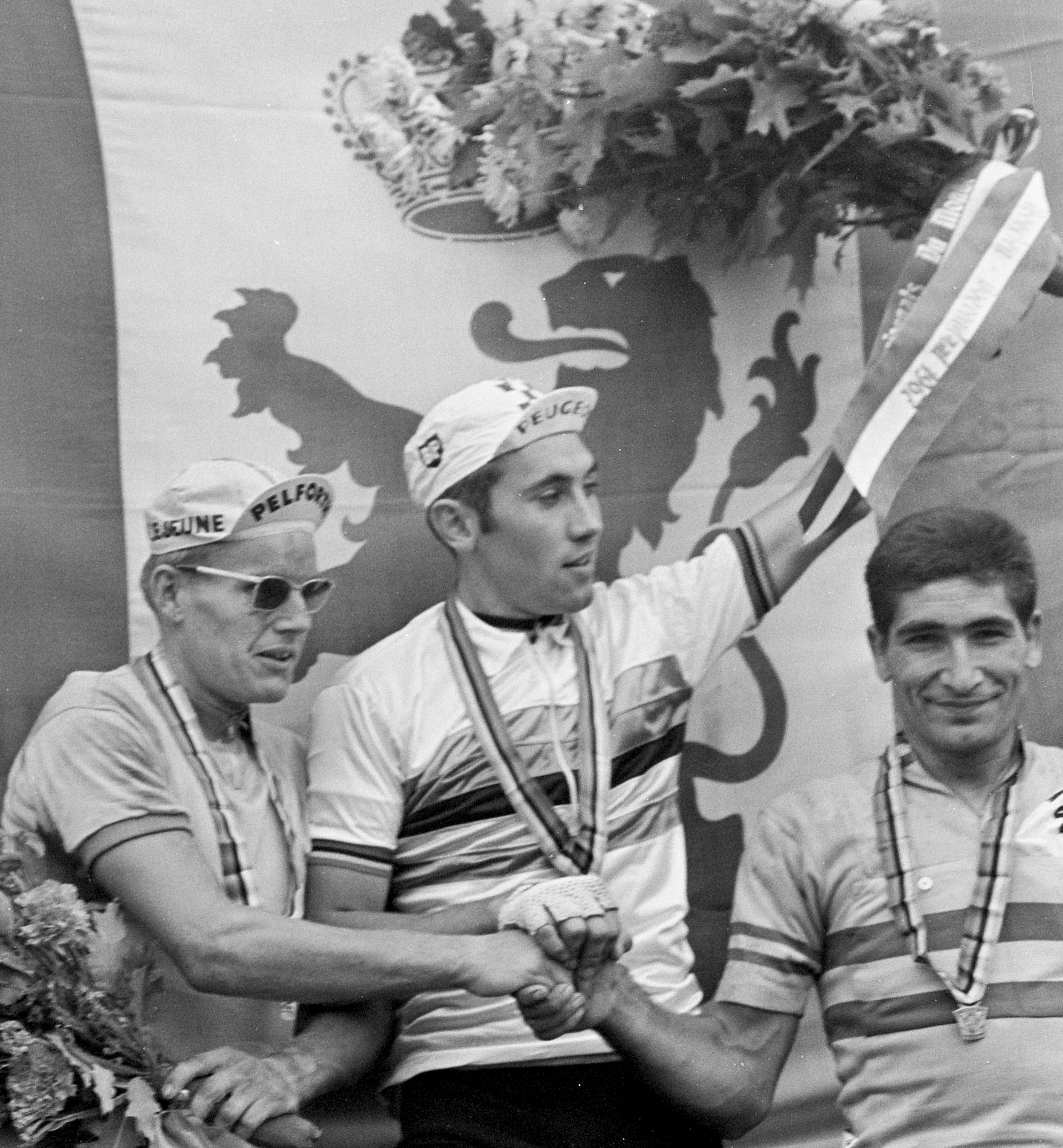
Jan Janssen, Eddy Merckx et Ramón Sáez sur le podium.

| Épreuves :                                       | Or                                                                       | Or              | Argent                                                                 | Argent | Bronze                                                                | Bronze |
| Épreuves masculines                              |                                                                          |                 |                                                                        |        |                                                                       |        |
| Hommes - course en ligne                         | Eddy Merckx Belgique                                                     | 6 h 44 min 42 s | Jan Janssen Pays-Bas                                                   | m.t.   | Ramón Sáez                                                            | m.t.   |
| Hommes - amateurs - course en ligne              | Graham Webb Royaume-Uni                                                  | -               | Claude Guyot France                                                    | -      | René Pijnen Pays-Bas                                                  | -      |
| Hommes - amateurs - contre-la-montre par équipes | Suède Erik Pettersson Gösta Pettersson Sture Pettersson Tomas Pettersson | -               | Danemark Werner Blaudzun Jørgen Hansen Leif Mortensen Henning Pedersen | -      | Italie Lorenzo Bosisio Benito Pigato Vittorio Marcelli Flavio Martini | -      |
| Épreuve féminine                                 |                                                                          |                 |                                                                        |        |                                                                       |        |
| Femmes - course en ligne                         | Beryl Burton Royaume-Uni                                                 | -               | Lubov Zadoroznaya Union soviétique                                     | -      | Anna Konkina Union soviétique                                         | -      |

## Tableau des médailles
| Rang  | Nation           | Or | Argent | Bronze | Total |
| ----- | ---------------- | -- | ------ | ------ | ----- |
| 1     | Royaume-Uni      | 2  | 0      | 0      | 2     |
| 2     | Belgique         | 1  | 0      | 0      | 1     |
| 2     | Suède            | 1  | 0      | 0      | 1     |
| 4     | Pays-Bas         | 0  | 1      | 1      | 2     |
| 4     | Union soviétique | 0  | 1      | 1      | 2     |
| 6     | Danemark         | 0  | 1      | 0      | 1     |
| 6     | France           | 0  | 1      | 0      | 1     |
| 8     | Italie           | 0  | 0      | 1      | 1     |
| 8     | Espagne          | 0  | 0      | 1      | 1     |
| Total | Total            | 4  | 4      | 4      | 12    |